# Důl Běta
Důl Běta je uzavřený hnědouhelný důl severně od Okořína u Strupčic v okrese Chomutov. Založen byl roku 1918 a těžba v něm probíhala až do dubna roku 1977.

## Historie
Mezi Okořínem a zaniklou vesnicí Pohlody se původně nacházely dva doly založené krátce po první světové válce. V roce 1918 založila společnost Braunkohlen Tiefbau Gewerkschaft, Betty – Schacht Wurmes (Hnědouhelné hlubinné těžařstvo ve Vrskmani) důl s jámou zvanou Irena. Po jejím dokončení byla přejmenována na Betty a později na Bětu. Druhým podnikem byl důl Neue Anlage (Nový závod) založený v letech 1920–1921 Duchcovsko-podmokelskou dráhou. Přestože měl důl vlastní elektrárnu a elektrický těžní stroj, museli si v něm havíři svítit karbidovými lampami. Uhlí se z obou dolů vozilo vlečkou do Strupčic (podle Zdeny Binterové se uhlí z dolu Běta dopravovalo do Vrskmaně), kde se nacházela stanice na železniční trati Počerady–Vrskmaň.
Důl Betty byl 1. července 1929 přejmenován na Hnědouhelnou akciovou společnost, Důl Běta Vrskmaň. Hospodářská krize ve třicátých letech způsobila pokles zájmu o uhlí, což vedlo majitele dolu Elektra k omezení provozu na pouhé tři směny týdně. Dalšímu zkracování směn zabránila hladová stávka horníků zahájená 6. listopadu 1935. Společnost s horníky začala vyjednávat, a ti proto stávku přerušili. Jednání nebyla úspěšná, takže stávka byla obnovena a 20. listopadu nevyfáralo 25 horníků. Do podzemí jim byla dodávána pouze voda. K dohodě společnosti s horníky došlo 23. listopadu, kdy všichni havíři po 79 hodinách vystoupili na povrch.
V roce 1939 byla na doly Běta i Elektra převedena část zaměstnanců zrušeného strupčického dolu Anna a o dva roky později se oba doly spojily. V letech 1942–1946 se pro spojené doly používal název Betty – Elektra, ale v roce 1945 se objevily také názvy Betty, Okořín a Betty – Elektra Vrskmaň – Okořín. Od roku 1945 se používal pouze název Běta.
Uhlí se nejprve těžilo oběma jámami, ale v roce 1942 byla těžba v jámě Betty ukončena. Provoz v ní byl obnoven až v roce 1945. Vzhledem k nedostatku pracovníků byl provoz omezen na jednu směnu, ale po třech měsících začal provoz dvousměnný, který trval až do roku 1959.
V roce 1953 se důl Běta stal provozním úsekem chomutovského dolu Jan Žižka, u kterého zůstal do roku 1959. Od 1. ledna 1960 se stal opět samostatným podnikem, ale o sedm let se vrátil do správy dolu Jan Žižka. Národní podnik Jan Žižka byl ve stejné době zrušen a jeho doly Jan Žižka, Ludmila a Běta byly začleněny do národního podniku Doly Nástup Tušimice. V této organizaci zůstala Běta provozním úsekem dolu Jan Žižka. Ten od 1. ledna 1976 organizačně spadal pod podnik Doly Vítězného února, Záluží.
Provoz dolu Běta byl ukončen 21. dubna 1977, ale podle publikace Severočeských dolů k ukončení provozu došlo už 30. dubna 1975.

## Přírodní poměry
| Rok  | Tuny    |
| ---- | ------- |
| 1938 | 72 919  |
| 1939 | 60 660  |
| 1945 | 47 185  |
| 1946 | 76 665  |
| 1950 | 87 786  |
| 1955 | 116 944 |
| 1960 | 119 929 |
| 1965 | 235 215 |
| 1970 | 287 748 |
| 1972 | 300 052 |
| 1975 | 312 412 |
| 1976 | 313 045 |

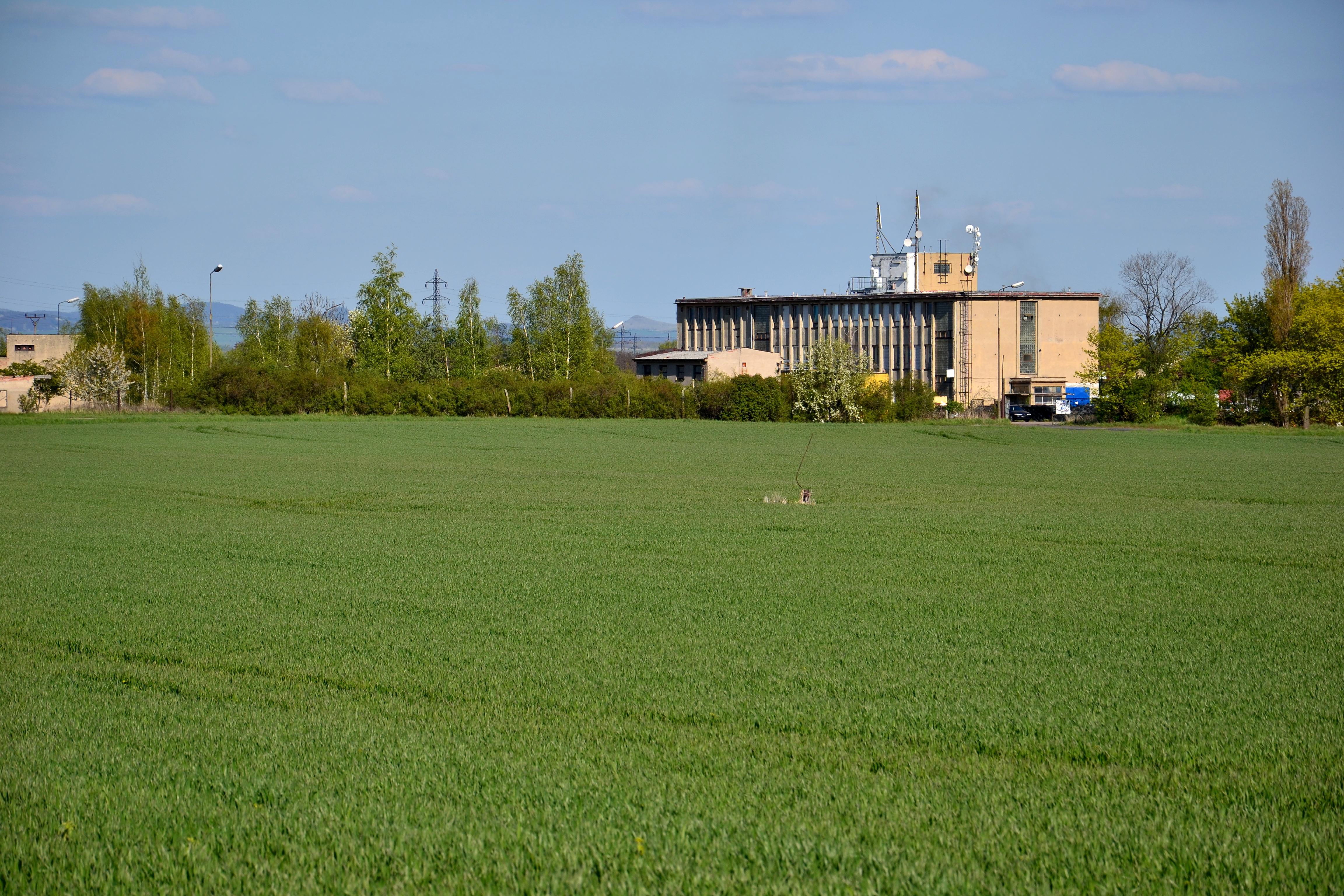
Areál dolu od západu

Důl Běta stával na hranicích katastrálních území Strupčice a Vrskmaň asi jeden kilometr severně od Okořína. Okolní krajina je součástí Mostecké pánve, konkrétně její části zvané Jirkovská pánev. Mírně zvlněný reliéf povrchu nad dolem dosahuje nadmořských výšek 270–320 metrů.
Geologické podloží zde tvoří písky, štěrky a jíly s podřadně uloženými uhelnými slojemi miocenního stáří. Na povrchu se vyskytují čtvrtohorní spraše. Hnědouhelné sloje jsou uložené ve třech vrstvách. Z nich dvě spodní tvoří uhelné jíly se slabými proplástky detritického uhlí, které se nehodí k těžbě.
V dole se těžila pouze svrchní sloj rozdělená do dvou lávek oddělených uhelnými jíly. První uhelná lávka mocná jeden metr se těžila pouze pokusně v roce 1964. Druhá uhelná lávka mocná 2–2,5 metru se nacházela v hloubce 45–65 metrů a v okrajových částech byla její hloubka jen 25 metrů. Na severu důl omezovaly stařiny dolu Aurora a na severovýchodě a východě stařiny dolů Anna a Ondřej.

## Těžba
Hlavní metodou těžby v dole bylo až do roku 1961 zátinkování na zával a uhlí se dopravovalo žlabovými a pásovými dopravníky. Přes dílčí pokusy se stěnováním se začalo stěnování na řízený zával používat až v roce 1961 a metoda se používala do roku 1966. Stěnové poruby byly 60–100 metrů široké, 500 metrů dlouhé a dobývací výška byla 2,2 metru. V letech 1964–1966 dosahovala denní produkce dolu tisíc tun uhlí. Zvýšení výkonu umožnilo dodání nové štítové výztuže OMKT-T ze Sovětského svazu. Zbytkové pilíře se však dále dobývaly zátinkováním.